# Назаров, Эмиль Владимирович
Эмиль Владимирович Назаров (род. 6 февраля 1982, Набережные Челны) — российский футболист, выступавший на позиции нападающего. Играл в высшей лиге Узбекистана, первом и втором дивизионах России.

## Биография
Воспитанник СДЮШОР ФК «КАМАЗ». Первый тренер — М. И. Шабанов. С 16-летнего возраста выступал за основной состав «КАМАЗа», который в то время испытывал финансовые трудности и вылетел сначала в первый, а потом во второй дивизион. В 2000 году форвард забил 8 голов в 13 матчах и по итогам сезона был признан лучшим молодым игроком команды. В 2001 году перешёл в «Энергию» из Чайковского, а в 2003 году ненадолго вернулся в «КАМАЗ».
С 2003 года в течение трёх лет выступал за челнинский «Сатурн», сначала в любительских соревнованиях, где за два сезона забил 21 гол в составе которого стал победителем первенства МФС «Приволжье», а затем во втором дивизионе. В 2006 году играл за нижнекамский «Нефтехимик».
В 2007 году перешёл в клуб высшей лиги Узбекистана «Бухара». Дебютировал в составе команды 3 марта 2007 года в игре первого тура против «Трактора», выйдя на замену на 90-й минуте вместо Алишера Холикова. Всего выходил на поле в пяти матчах чемпионата.
После возвращения в Россию выступал только на любительском уровне за клубы из Чайковского, Елабуги и Набережных Челнов.